# قشلاق حاج علي برات (مقاطعة بيله سوار)
قشلاق حاج علي برات (بالفارسية: قشلاق حاج علی برات) هي منطقة سكنية تقع في إيران في قسم قشلاق الجنوبي الريفي. يقدر عدد سكانها بـ 48 نسمة .